# Felipe Silcler
Felipe Clemente Silva (Rio de Janeiro, 7 de março de 1991), mais conhecido como Felipe Silcler, é um ator brasileiro. É formado em artes cênicas pela Escola Técnica Estadual de Teatro Martins Penna.

## Carreira
Começou a estudar teatro em 2002, quando tinha apenas 11 anos. Em 2009 estreou profissionalmente nos palcos e em 2014, estreou na televisão no seriado O Caçador interpretando Rodrigo.
Em 2015 esteve em Totalmente Demais como Cascudo, um rapaz que trabalha com desmanche clandestino, e sofria agressões do tio.
Em 2017 interpretou Libério em Novo Mundo, um jornalista negro que se apaixona por uma moça branca e, através de um documento falso, se torna escravo pelo pai dela.
Em 2019 é escalado para Topíssima como Zumbi, um cômico estudante de medicina que se apavora com sangue e vira noites em farras.
Em 2022 estreou em Reis fazendo dois papéis. Na primeira temporada como Tomáz, um servo da realeza filisteia, e na segunda temporada até a sétima como Zeleque, um amonita que serviu o exército de Israel e se torna um dos valentes de Davi.

## Filmografia

### Televisão
| Ano       | Título            | Personagem                  | Notas                            |
| --------- | ----------------- | --------------------------- | -------------------------------- |
| 2014      | O Caçador         | Rodrigo                     | Episódio: "O Roubo do Rembrandt" |
| 2015      | Totalmente Demais | Carlos Augusto (Cascudo)    | —                                |
| 2017      | Novo Mundo        | Libério da Silveira         | —                                |
| 2018      | Mister Brau       | Diogo                       | Episódio: "Michele Virtual"      |
| 2018      | Impuros           | Crespo                      | —                                |
| 2019      | Topíssima         | Milton Alburquerque (Zumbi) | [ 9 ]                            |
| 2021      | Filhas de Eva     | Cauã                        | Episódio: "7"                    |
| 2022-2023 | Reis              | Tomáz                       | Temporada 1                      |
| 2022-2023 | Reis              | Zeleque                     | Temporadas: 2-7                  |

### Cinema
| Ano  | Título    | Personagem |
| ---- | --------- | ---------- |
| 2015 | Mamute    | Marcos     |
| 2016 | Despoesia | Carlos     |

## Teatro
| Ano     | Título                              | Personagem    |
| ------- | ----------------------------------- | ------------- |
| 2009    | O Santo Inquérito                   | Simão Dias    |
| 2010    | Perdoa-me Por me Traíres            | Tio Raul      |
| 2010–11 | Peter Pan: Eu Acredito em Fadas     | Pirata Bagaço |
| 2010–11 | Marias Brasilianas                  | José          |
| 2011    | Comédia do Riso                     | Jagunço       |
| 2011    | Via Sacra                           | Jesus Cristo  |
| 2011    | Ruth                                | Narrador      |
| 2012    | Lori e sua Caixinha de Segredos     | Farrapo       |
| 2012    | Asas                                | Tomás         |
| 2012–13 | Arresolvido                         | Avó           |
| 2013    | Forrobodó – Um Choro na Cidade Nova | Correto       |
| 2013–14 | Resquícios                          | Marcovaldo    |
| 2014    | A Paixão de Cristo                  | Anjo          |
| 2014    | O Mágico de Oz                      | Espantalho    |
| 2015    | O Grande Aniversário                | Jonas         |
| 2017    | Raizes em Mim                       | Narrador      |
| 2018    | Em um Lugar Chamado Lugar Nenhum    | Felipe        |
| 2018    | Vila Maria                          | Fulano de Tal |
| 2018    | Orbitá                              | Augusto       |

## Prêmios e indicações
| Ano  | Prêmio                        | Categoria               | Indicação | Resultado | Ref.   |
| ---- | ----------------------------- | ----------------------- | --------- | --------- | ------ |
| 2011 | Festival de Teatro Semearte   | Melhor Ator Coadjuvante | Ruth      | Venceu    | [ 22 ] |
| 2011 | Festeatro Interdenominacional | Melhor Ator Coadjuvante | Ruth      | Venceu    | [ 22 ] |
| 2012 | Festival de Teatro Semearte   | Melhor Ator             | Asas      | Venceu    | [ 22 ] |